# Douglas Emhoff
Douglas Emhoff (New York, 1964. október 13. –) amerikai ügyvéd. Felesége Kamala Harris szenátor, az Amerikai Egyesült Államok alelnöke, akinek révén ő lett az Egyesült Államok első second gentlemanje.

## Fiatalkora, tanulmányai
Michael és Barbara Emhoff zsidó szülők gyermekeként született Brooklynban. Két testvére van, bátyja, Andy és a húga, Jamie. 1969 és 1981 között New Jerseyben élt, majd tinédzserkorában családjával Kaliforniába költözött. Az Agoura High Schoolban tanult. Ezután bölcsészdiplomát szerzett a northridge-i Kaliforniai Állami Egyetemen, és jogi diplomát az USC Gould School of Law-ban.

## Karrier
Karrierjét a Pillsbury Winthrop csoportnál kezdte. Az 1990-es évek végén a Belin Rawlings & Badal ügyvédi csoporthoz igazolt. 2000-ben elindította saját vállalkozását Ben Whitwell-lel. A céget 2006-ban a Venable LLP megvásárolta. Ügyfelei között volt a Walmart és a Merck is. Emhoff ezután a Venable nyugati parti irodáinak ügyvezető igazgatója lett.
2017-ben csatlakozott partnerként a DLA Piperhez, és a cég washingtoni és kaliforniai irodáiban dolgozott. Miután bejelentették, hogy Kamala Harris Joe Biden alelnökjelöltje lesz az Egyesült Államok 2020-as elnökválasztásán, szabadságot vett ki a DLA Pipernél.

## Az Egyesült Államok second gentlemanjeként
Emhoff felesége, Kamala Harris jelölt volt a 2020-as demokrata előválasztáson, mielőtt visszalépett 2019 decemberében. 2020 augusztusában bejelentették, hogy Harris lesz Joe Biden alelnökjelöltje a 2020-as elnökválasztáson, amivel Emhoff lett a harmadik férfi, aki egy nagypárti alelnökjelölt házastársa volt, John Zaccaro (Geraldine Ferraro özvegye) és Todd Palin (Sarah Palin volt férje). Mikor Harris hivatalba lépett, Emhoff lett az ország első second gentlemanje, illetve az első zsidó alelnökházastárs. Ezt követően Emhoffot egy „feleségpasinak” nevezték, ami egy szlengkifejezés olyan férfira, aki hírnevét felesége miatt szerezte vagy, aki kiemelkedően támogatja feleségét. Később Emhoff is ennek nevezte önmagát Twitteren.
2021 márciusában Emhoff elkezdett egy kurzust tanítani a Georgetowni Egyetemen. Azt nyilatkozta, hogy nagyon tiszteli „a tanárokat, akik minden nap ezt csinálják” hiszen „megtanultam milyen nehéz is tanítani.”
Emhoff több diplomáciai eseményen is vezette az amerikai delegációt, például a 2020-as paralimpia nyitóeseményén is ott volt Tokióban, illetve Jun Szogjol és Bongbong Marcos elnökök beiktatásán is jelen volt.
2022 júliusában Oregonba utazott, hogy részt vegyen a 2022-es atlétikai világbajnokság megnyitóján.
2022 novemberében, azt követően, hogy Donald Trump, Kanye West és Nick Fuentes megbeszélést taltott a volt elnök rezidenciáján, a Fehér Ház bejelentette, hogy a second gentleman vezetni fog egy beszélgetést az antiszemitizmus veszélyeiről. 2022. december 7-én tartották, részt vettek rajta zsidó vezetők és az Anti-Defamation League képviselői is.

## Magánélete
Házastársa 16 évig Kerstin Emhoff (szül. Mackin) volt. Két gyermekük született, Cole és Ella. 2014. augusztus 22-én feleségül vette Kamala Harrist a kaliforniai Santa Barbarában. 2019 augusztusában Emhoff és Harris közös vagyonának becsült nettó értéke 5,8 millió dollár volt.
Amíg az alelnöki rezidencia felújításokon esett át Harris terminusának kezdetén, a Blair House elnöki vendégházban laktak. Vannak ezek mellett otthonaik San Franciscó-ban, Washingtonban és Los Angeles-ben is.

## Fordítás
- Ez a szócikk részben vagy egészben  a   Douglas Emhoff című angol Wikipédia-szócikk ezen változatának fordításán alapul.  Az eredeti cikk szerkesztőit annak laptörténete sorolja fel. Ez a jelzés csupán a megfogalmazás eredetét és a szerzői jogokat jelzi, nem szolgál a cikkben szereplő információk forrásmegjelöléseként.

| Előző Karen Pence (second ladyként; 2017–2021) | Az Amerikai Egyesült Államok second gentlemanje 2021–2025 | Következő Usha Vance (second ladyként, 2025–) |